# Caldese di San Marino
Il caldese di San Marino è un vino la cui produzione è consentita nella repubblica di San Marino. È prodotto con uve chardonnay e ribolla.

## Caratteristiche organolettiche
- colore: paglierino abbastanza intenso
- odore: fine, ampio e complesso
- sapore: armonico e vellutato, pieno e vellutato

## Abbinamenti consigliati
Primi piatti saporiti, carni bianche ricche di spezie e formaggi stagionati.

## Zona di produzione
La zona di produzione del caldese di San Marino si trova esclusivamente nella Repubblica di San Marino nei vigneti del castello di Faetano e in località Falciano, parte del castello di Serravalle.